# Радетина
Радетина је насеље у општини Рожаје у Црној Гори. Према попису из 2003. било је 379 становника (према попису из 1991. било је 500 становника).

## Демографија
У насељу Радетина живи 267 пунолетних становника, а просечна старост становништва износи 30,4 година (30,3 код мушкараца и 30,4 код жена). У насељу има 91 домаћинство, а просечан број чланова по домаћинству је 4,16.
Ово насеље је великим делом насељено Бошњацима (према попису из 2003. године).
|  |

| Демографија | Демографија | Демографија |
| Година      | Становника  | Становника  |
| ----------- | ----------- | ----------- |
|             |             |             |
|             |             |             |
|             |             |             |
|             |             |             |
| 1948.       | 378         |             |
| 1953.       | 413         |             |
| 1961.       | 438         |             |
| 1971.       | 360         |             |
| 1981.       | 472         |             |
| 1991.       | 500         | 484         |
| 2003.       | 546         | 379         |
|             |             |             |

| Етнички састав према попису из 2003.‍ | Етнички састав према попису из 2003.‍ | Етнички састав према попису из 2003.‍ | Етнички састав према попису из 2003.‍ | Етнички састав према попису из 2003.‍ |
| ------------------------------------ | ------------------------------------ | ------------------------------------ | ------------------------------------ | ------------------------------------ |
|                                      |                                      |                                      |                                      |                                      |
| Бошњаци                              | Бошњаци                              |                                      | 371                                  | 97,88%                               |
| Муслимани                            | Муслимани                            |                                      | 3                                    | 0,79%                                |
| непознато                            | непознато                            |                                      | 5                                    | 1,31%                                |

| Година пописа     | 1948. | 1953. | 1961. | 1971. | 1981. | 1991. | 2003. |
| ----------------- | ----- | ----- | ----- | ----- | ----- | ----- | ----- |
| Број домаћинстава | 55    | 63    | 65    | 64    | 74    | 81    | 125   |

| Број чланова      | 1  | 2 | 3  | 4  | 5  | 6  | 7  | 8 | 9 | 10 и више | Просек |
| ----------------- | -- | - | -- | -- | -- | -- | -- | - | - | --------- | ------ |
| Број домаћинстава | 91 | 1 | 16 | 19 | 21 | 14 | 10 | 7 | 1 | 2         | 0      |

| Пол    | Укупно | Неожењен/Неудата | Ожењен/Удата | Удовац/Удовица | Разведен/Разведена | Непознато |
| ------ | ------ | ---------------- | ------------ | -------------- | ------------------ | --------- |
| Мушки  | 142    | 61               | 76           | 4              | 0                  | 1         |
| Женски | 145    | 56               | 73           | 15             | 1                  | 0         |
| УКУПНО | 287    | 117              | 149          | 19             | 1                  | 1         |

| Пол    | Укупно                    | Пољопривреда, лов и шумарство | Рибарство                            | Вађење руде и камена | Прерађивачка индустрија       |
| ------ | ------------------------- | ----------------------------- | ------------------------------------ | -------------------- | ----------------------------- |
| Мушки  | 33                        | 9                             | 0                                    | 0                    | 5                             |
| Женски | 6                         | 1                             | 0                                    | 0                    | 0                             |
| УКУПНО | 39                        | 10                            | 0                                    | 0                    | 5                             |
| Пол    | Производња и снабдевање   | Грађевинарство                | Трговина                             | Хотели и ресторани   | Саобраћај, складиштење и везе |
| Мушки  | 0                         | 4                             | 1                                    | 0                    | 2                             |
| Женски | 0                         | 0                             | 1                                    | 0                    | 0                             |
| УКУПНО | 0                         | 4                             | 2                                    | 0                    | 2                             |
| Пол    | Финансијско посредовање   | Некретнине                    | Државна управа и одбрана             | Образовање           | Здравствени и социјални рад   |
| Мушки  | 0                         | 0                             | 7                                    | 5                    | 0                             |
| Женски | 0                         | 0                             | 0                                    | 3                    | 1                             |
| УКУПНО | 0                         | 0                             | 7                                    | 8                    | 1                             |
| Пол    | Остале услужне активности | Приватна домаћинства          | Екстериторијалне организације и тела | Непознато            | Непознато                     |
| Мушки  | 0                         | 0                             | 0                                    | 0                    | 0                             |
| Женски | 0                         | 0                             | 0                                    | 0                    | 0                             |
| УКУПНО | 0                         | 0                             | 0                                    | 0                    | 0                             |